# Daniel Carriço
Daniel Filipe Martins Carriço (Cascais, 4 de agosto de 1988), más conocido como Daniel Carriço, es un exfutbolista portugués que jugaba como defensa.

## Carrera

### Inicios
Carriço, producto de las canteras del Sporting Lisboa, hizo su debut profesional durante la temporada 2007–08, pasando dicha temporada en préstamo en el Olhanense, para luego pasar a jugar al AEL Limassol de la Primera División de Chipre.
Hizo su debut en la Liga Portuguesa el 26 de octubre de 2008, reemplazando al lesionado Tonel en el empate 0–0 contra el F. C. Paços de Ferreira.

### Sevilla F. C.
En 2013 llegó cedido con una opción de compra al término del contrato al Sevilla F. C. de España. Participaría también en la Liga Europa de la UEFA.
En la temporada 2014-15 se efectuó su opción de compra y formaría pareja en la defensa junto a Nicolás Pareja. En su etapa sevillista, logró conseguir tres Liga Europa de la UEFA de forma consecutiva.
En septiembre de 2017, renovó su contrato hasta el verano de 2020, jugando durante siete temporadas en el conjunto de Nervión.

### China y regreso a España
En febrero de 2020 fichó por el Wuhan Zall F. C. que competía en la Superliga de China. Año y medio después regresó al fútbol español tras firmar con la U. D. Almería por una temporada más otra opcional. Renovó de manera automática tras conseguir el ascenso a la Primera División, pero en julio llegó a un acuerdo para rescindir el contrato.
Después de llevar varios meses sin equipo, el 14 de abril de 2023 anunció su retirada.

## Selección nacional
Como jugador juvenil de la selección de su país, jugó el Campeonato Sub-19 de la UEFA, donde fue elegido uno de los mejores jugadores, tras jugar dos de tres partidos (Portugal no pasó de la fase de grupos). El año siguiente jugó para la selección sub-21 de su país. En 2015 fue convocado con la selección absoluta de Portugal con la que disputó unos minutos, debutando así con su selección.

## Clubes
| Club                     | País       | Año       |
| ------------------------ | ---------- | --------- |
| Sporting de Lisboa       | Portugal   | 2007-2012 |
| S. C. Olhanense (cedido) | Portugal   | 2007      |
| AEL Limassol (cedido)    | Chipre     | 2008      |
| Reading F. C.            | Inglaterra | 2012-2013 |
| Sevilla F. C.            | España     | 2013-2020 |
| Wuhan Zall F. C.         | China      | 2020-2021 |
| U. D. Almería            | España     | 2021-2022 |

## Palmarés

### Títulos nacionales
| Título                | Club           | País     | Año  |
| --------------------- | -------------- | -------- | ---- |
| Supercopa de Portugal | Sporting C. P. | Portugal | 2008 |

### Títulos internacionales
| Título                 | Club          | País     | Año  |
| ---------------------- | ------------- | -------- | ---- |
| Liga Europa de la UEFA | Sevilla F. C. | Italia   | 2014 |
| Liga Europa de la UEFA | Sevilla F. C. | Polonia  | 2015 |
| Liga Europa de la UEFA | Sevilla F. C. | Suiza    | 2016 |
| Liga Europa de la UEFA | Sevilla F. C. | Alemania | 2020 |